# 17611 Йожкакубик
17611 Йожкакубик (17611 Jožkakubík) — астероїд головного поясу, відкритий 24 жовтня 1995 року.
Тіссеранів параметр щодо Юпітера — 3,227.